# بيجابور (تشاتيسغار)
بيجابور رمزها «BJ» (بالإنجليزية: Bijapur)‏ ، هو تقسيم إداري لدولة الهند تتبع ولاية تشاتيسغار (بالإنجليزية: Chhattisgarh)‏ ، مركزها هو مدينة بيجابور (بالإنجليزية: Bijapur)‏ عدد سكانها حسب تعداد سنة 2001 هو 2,55,180 ، مساحتها 6,555 كم² وكثافة السكان 35 لكل كم² .